# 奥殿村
奥殿村（おくとのむら）は、かつて愛知県額田郡にあった村である。
現在の岡崎市の一部（奥殿町・桑原町・宮石町・川向町・日影町・渡通津町など）に該当する。

## 歴史
- 1875年（明治8年） - 日影村と丸塚村が合併し、 日影村となる
- 1889年（明治22年）10月1日 - 奥殿村、桑原村、川向村、宮石村、渡通津村、日影村が合併し、奥殿村が発足。
- 1906年（明治39年）5月1日 - 岩津村、大樹寺村、細川村と合併し、岩津村が発足。同日奥殿村は廃止。